# ريد بيرس
ريد بيرس (بالإنجليزية: Reed Pierce)‏ هو لاعب بلياردو أمريكي ‏ أمريكي، ولد في 24 أبريل 1963.